# リヨン国立管弦楽団
リヨン国立管弦楽団（フランス語: Orchestre national de Lyon）は、フランスのリヨン市に本拠を置くオーケストラである。

## 沿革・概要
- 1969年 地方オーケストラ再編の一環としてローヌ＝アルプ・フィルハーモニー管弦楽団（Orchestre philharmonique Rhône-Alpes）として設立
- 1971年 現在の楽団名に改称
- 1983年 リヨン歌劇場管弦楽団を分離

## 歴代音楽監督
- ルイ・フレモー（1969年–1971年）
- セルジュ・ボド（1971年–1986年）
- エマニュエル・クリヴィヌ (1987年–2000年)
- デビッド・ロバートソン（2000年–2004年）
- 準・メルクル（2005年–2011年）
- レナード・スラットキン（2011年–2017年）
- ニコライ・シェプス＝ズナイダー（英語版） (2020年– )[1][2]

## 録音
レコーディングは、クリヴィヌ指揮でデンオン・レーベル他、ナクソスレーベルでメルクルの指揮で、フランス物などがある。